# Sainte-Fauste
Sainte-Fauste is een gemeente in het Franse departement Indre (regio Centre-Val de Loire) en telt 261 inwoners (2004). De plaats maakt deel uit van het arrondissement Issoudun.

## Geografie
De oppervlakte van Sainte-Fauste bedraagt 22,9 km², de bevolkingsdichtheid is 11,4 inwoners per km².
De onderstaande kaart toont de ligging van Sainte-Fauste met de belangrijkste infrastructuur en aangrenzende gemeenten.

## Demografie
Onderstaande figuur toont het verloop van het inwonertal (bron: INSEE-tellingen).